# Kravari
Kravari (cyr. Кравари) – wieś w Czarnogórze, w gminie Ulcinj. W 2011 roku liczyła 551 mieszkańców.